# Lepisosteiformes
Lepisosteiformes es un orden de peces neopterigios de la infraclase Holostei, son de los dos órdenes actuales de los holósteos junto con Amiiformes siendo sus representantes actuales los pejelagartos. Se caracterizan por presentar centros vertebrales opistocelosos y tener una aleta dorsal de implantación muy posterior al cuerpo, mientras que sus integrantes actuales presentan escamas ganoides y son de agua dulce, se cree que el orden parece mostrar una rápida radiación de clados pospaleozoicos inmediatamente después de su origen.

## Taxonomía
La siguiente taxonomía sugiere tres familias con varios géneros basales:
- Orden Lepisosteiformes Hay, 1929
  - Género Adrianaichthys†[4]
  - Género Beiduyu†[5]
  - Género Khoratichthys†[6]
  - Género Lanxangichthys†
  - Género Neosemionotus†
  - Familia Lepidotidae†
  - Suborden Lepisosteoidei López-Arbarello, 2012[1]
    - Género Araripelepidotes†
    - Género Pliodetes†[7]
    - Género Thaiichthys†
    - Superfamilia Lepisosteoidea López-Arbarello, 2012[1]
      - Familia Obaichthyidae†
      - Familia Lepisosteidae